# Musée valencien d'ethnologie
Le Musée valencien d’ethnologie (Museu Valencià d’Etnologia) fut créé en 1982 et ouvrit ses portes au public en 1983. Ses objectifs sont l’investigation et la diffusion dans le domaine de l’ethnologie et l’anthropologie, en mettant à portée du public un espace dynamique de connaissance et réflexion sur la diversité culturelle qui caractérise les humains dans deux cadres complémentaires :
- d’une part, le proprement valencien, en se centrant sur les modèles culturels de la société traditionnelle valencienne et son procès de transit à la société industrialisée, sans laisser de côté les nouvelles formes culturelles de la contemporanéité ;
- d’autre part, le cadre général des cultures, en commençant par les méditerranéennes, plus proches de nous et qui nous encadrent directement, jusqu’à celles de contrées plus lointaines.

Ce centre est géré par la Diputació de València et a son siège dans le centre culturel la Beneficència à la ville de Valence.

## Activités
Le musée présente trois expositions permanentes: La ciutat viscuda. Ciutats valencianes en trànsit 1800-1940 (« La ville vécue. Villes valenciennes en transit 1800-1940 »), Horta i marjal (« Maraîchage et marais ») et Secà i muntanya (« Terroirs arides et montagnes »), qui traitent, respectivement, de l'urbanisation et de l'industrialisation des villes valenciennes et des maraîchages, des marais, des terroirs arides et des montagnes du territoire valencien. De plus, des expositions temporales et des ateliers didactiques sont également organisés. Le musée réalise aussi une activité investigatrice qui se matérialise en plusieurs projets et la convocation du prix Bernat Capó de diffusion de la culture populaire. Le musée édite plusieurs publications périodiques : Revista valenciana d’etnologia, le bulletin électronique BETNO et les collections « Temes d’etnografia valenciana » et « Ethnos ». Il dispose aussi d’une bibliothèque et centre de documentation spécialisé en ethnologie et anthropologie. Les installations du musée s’étendent jusqu’à l’ancien hôpital psychiatrique de Bétera, où est emmagasinée et cataloguée une collection d’environ 10 000 objets.